# Разумовский, Дмитрий Александрович (шашист)
Дмитрий Александрович Разумовский (23 июля 1979, Ступино, Московская область) — российский шашист, шашечный тренер и организатор. Мастер спорта России (2001).
Вице-чемпион России в составе сб. команды Московской области (2006, Колонтаево). Победитель первенства мира (МАРШ) среди юношей по быстрым шашкам и блицу (1998 Адлер). Неоднократный призёр первенств России среди юниоров, юношей, молодёжи (1997 — 3 место, 1998 — 2 место, 1999 — 3 место и др.). Неоднократный чемпион Московской области лично (2008 и ранее) и в составе команды г. Ступино (2008, 2009, 2010 и ранее). Ответственный секретарь Федерации шашек Московской области. Директор муниципального подростково-молодёжного клуба «Латрункули» г. Ступино.
Тренеры —  Николай Васильевич Абациев, первый тренер — Терехов Иван Иванович.